# ジェニファー・ペトケ
ジェニファー・ペトケ（Jennifer Pettke、女性、1989年5月29日 - ）は、レーヴァークーゼン出身のドイツの元バレーボール選手。ポジションはミドルブロッカー。元ドイツ代表。

## 来歴
2008年、ドイツ代表に初選出される。
2014年6-7月のヨーロッパリーグで代表デビューし、FIVBワールドグランプリと世界選手権などに出場した。

## 球歴
- 2014年 - ヨーロッパリーグ（2位）
- 2014年 - ワールドグランプリ
- 2014年 - 世界選手権（9位）

## 所属クラブ
- Bayer Leverkusen（2007-2013年）
- TV Hambourg（2013-2014年）
- VC ヴィースバーデン（2014-2016年）
- Volleyball Club Stuttgart（2016-2017年）
- Rote Raben Vilsbiburg（2017-2019年）
- Schwarz-Weiss Erfurt （2019-2020年）